# Melissa Hayden
Melissa Hayden nacida Mildred Herman (Toronto, 25 de abril de 1923 - Winston-Salem, 9 de agosto de 2006) fue una bailarina canadiense del New York City Ballet.

## Primeros años
Hayden nació el 25 de abril de 1923 en Toronto como la segunda hija de Jacob Herman y su esposa Kate Weinberg, inmigrantes rusos de origen judío. Su padre era vendedor al por mayor de frutas y vegetales. Entre la familia y amigos, Mildred era conocida como Millie. Más adelante Heyden recordaría que fue ver al Ballet Ruso en Montecarlo con las adolescentes Tamara Toumanova e Irina Baronova, lo que la inspiró a aprender a bailar. Recién a los quince años comenzó a bailar Ballet bajo la tutela de Boris Volkoff, bajo la cual continuó hasta los 20.

## Carrera artística
Su primer trabajo como bailarina profesional fue en el Ballet de Boris Volkoff. En 1945 entró al Corps de ballet del American Ballet Theatre después de una breve estadía en el Radio City Music Hall. Fue ahí donde, por sugerencia del coreógrafo Antony Tudor, cambió su nombre al Melissa Hayden elegido por Tudor. En 1947 dejó esa compañía para bailar con Alicia Alonso (ahora Ballet Nacional de Cuba), quién la alentó a audicionar en el recién fundado New York City Ballet de George Balanchine y Lincoln Kirstein. Hayden oyó su consejo y fue aceptada, empezando a bailar en Nueva York en 1948 donde se desempeñó como solista a partir de 1953. En 1955 fue nombrada primera bailarina de la compañía hasta su retiro en 1973. En el New York City Ballet bailó junto al notable Jacques d'Amboise. En 1961 obtuvo el prestigioso premio Dance Magazine Award.
Hayden bailó, entre otros, en los Ballets Age of Anxiety (1950), The Pied Piper (1952) y In the Night (1970) de Jerome Robbins. Además en Illuminations (1950) del aclamado coreógrafo Frederick Ashton y en The Miraculous Mandarin (1951) de Todd Bolender. Siendo la bailarina preferida de George Balanchine, asumió papeles en Caracole (1952), Valse Fantaisie (1953), Divertimento n.º 15 (1956), Agon (1957), Stars and Stripes (1958), Episodes (1959), Liebeslieder Walzer (1960), A Midsummer Night's Dream (1962), Brahms-Schoenberg Quartet (1966), Glinkiana (1966) y Cortège Hongrois (1973). Balanchine le dedicó varios Ballets en su honor, incluido Cortège Hongrois.

## Cine y televisión
Hayden apareció con frecuencia en televisión, especialmente en el The Kate Smith Show y en el The Ed Sullivan Show. Además sirvió de doble de la actriz Claire Bloom en la película de Charlie Chaplin Limelight.
En 1965 Hayden bailó en el papel del hada de la ciruela en la adaptación del Cascanueces para la televisión americana, la cual fue mostrada cuatro días antes de la Navidad de aquel año en CBS.

## Retiro
Hayden bailó en más de 60 Ballets a lo largo de 26 años de carrera en el New York City Ballet. Por su trayectoria artística obtuvo la medalla Handel Medallion de las manos del entonces alcalde de la ciudad de Nueva York, John Lindsay.
Luego de su retiro aceptó el puesto de directora del departamento de ballet del Skidmore College. Además se desempeñó como maestra en las escuelas Pacific Northwest Ballet en Seattle y en su propia escuela en Nueva York. A partir de 1983 trabajó como docente en la Escuela de Artes de Carolina del Norte en Winston-Salem.

## Vida personal
Hayden se casó con el abogado Don Coleman el 29 de enero de 1954. La pareja tuvo un hijo, Stuart (1954), y una hija, Jennifer (1961).

## Publicaciones
Hayden publicó varios libros, incluyendo:
- Melissa Hayden, Offstage and On (1963)
- Ballet Exercises for Figure, Grace & Beauty (1969)
- Dancer to Dancer: Advice for Today's Dancer (1981) ISBN 0-385-15582-4
- The Nutcracker Ballet, ilustrado por Stephen Johnson (1992) ISBN 0-8362-4501-6